# Detecon International
Detecon International GmbH to niemiecka firma konsultingowa z obszaru teleinformatyki (ICT) z siedzibą w Kolonii. Detecon należy do grupy Deutsche Telekom.

## Historia
Detecon International GmbH powstał 1 sierpnia 2002 r. w wyniku fuzji dwóch firm konsultingowych – DETECON i Diebold. Diebold został założony w 1954 r. przez Johna Diebolda w Nowym Jorku. W 1959 r. Diebold otworzył swój pierwszy niemiecki oddział, a w 1986 roku powstał oddział szwajcarski. Wówczas rozszerzono także obszar działań konsultingowych i firma działalność na rynku strategii biznesowych i optymalizacji procesów.
Detecon, który pierwotnie działał pod nazwą Deutsche Telepost Consulting, został założony w 1977 r., a jego głównym zadaniem jest świadczenie usług konsultingowych w kontekście telekomunikacyjnym. Bazując na tego typu wiedzy oraz rosnącego znaczenia technologii telekomunikacyjnej i IT, Detecon współpracuje z klientami z różnych obszarów. W sierpniu 2012 r. Detecon przeniósł swoją siedzibę z Bonn do Kolonii.
W Niemczech Detecon ma swoje oddziały także w Monachium, Dreźnie oraz we Frankfurcie.

## Lokalizacje
Lokalizacje biur Deteconu:
- Europa:

1. Niemcy (Kolonia, Monachium, Drezno, Frankfurt)
2. Polska (Warszawa)
3. Szwajcaria (Zurych)
4. Austria (Wiedeń)
5. Słowacja (Bratysława)
6. Węgry (Budapeszt)

- Azja:

1. Chiny (Pekin)
2. Tajlandia (Bangkok)

- Bliski Wschód:

1. Zjednoczone Emiraty Arabskie (Abu Dhabi, Dubaj)
2. Turcja (Ankara)

- Ameryka Północna:

1. USA (San Francisco)

- Afryka:

1. RPA (Johannesburg)

### W Polsce
W Polsce Detecon otworzył swoje biuro w 2013 r. w Warszawie i obecnie działa pod nazwą Detecon International GmbH (sp z. o.o.) Oddział w Polsce. Jego główne obszary działalności to transformacja cyfrowa, analiza danych, organizacja i infrastruktura IT, technologia komunikacyjna, a także bezpieczeństwo informacji i compliance.